# ژان کراست
ژان کراست (Jean Crasset; ۳ ژانویهٔ ۱۶۱۸ – ۴ ژانویهٔ ۱۶۹۲ فیلسوف و تئوریسین انجمن عیسی بود که به عنوان یک نویسنده ریاضت‌طلب شناخته می‌شود. وی اهل دیئپ، سنه مریتیم در فرانسه بود.